# Brocade Communications Systems
Brocade Communications Systems, Inc. är ett amerikanskt multinationellt telekommunikationsföretag som tillverkar och tillhandahåller produkter och utrustning för lagring av data för bland annat molntjänster, servar och datorhallar.
Den 2 november 2016 offentliggjorde det singaporiansk-amerikanska tillverkningsföretaget Broadcom Ltd att man hade för avsikt att förvärva Brocade till en kostnad på $5,5 miljarder.
För 2016 hade de en omsättning på nästan $2,35 miljarder och en personalstyrka på 5 960 anställda. Företaget har sitt huvudkontor i San Jose i Kalifornien.